# Frihetsmonumentet i Hangö

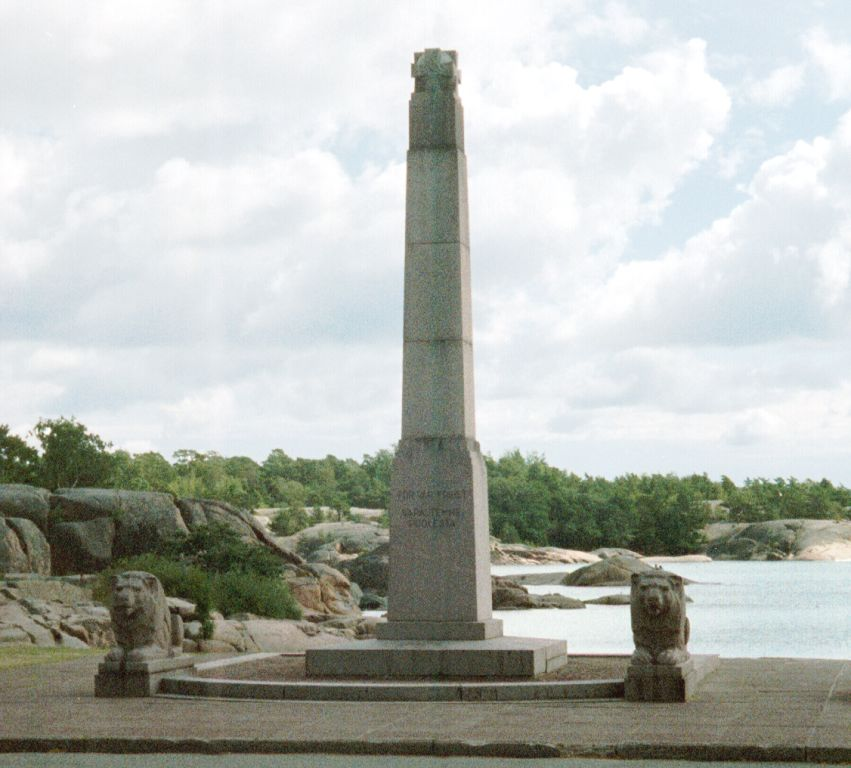
Frihetsmonumentet i Hangö

Frihetsmonumentet i Hangö är ett finländskt minnesmärke, som restes 1921 i Hangö till minne av den tyska Östersjödivisionens landstigning 3 april 1918. 
Monumentet står vid havsstranden vid slutet av Boulevarden och har över åren tagits ned och rests på nytt. Både dess existens och dess utseende har varit föremål för diskussioner. I sin nuvarande utformning saknar minnesmärket de ursprungliga texterna och relieferna. Från början fanns en tydlig hänsyftning till den tyska truppens landstigning 1918 med en text på finska, svenska och tyska: "Tyska trupper landstego den 3 april 1918 i Hangö och bistodo vårt land i dess kamp för friheten. Allt intill sena dagar må denna sten bära vittne om vår tacksamhet." 
Efter det att ryssarna monterat ned monumentet under sitt fredsavtalsbestämda arrende av Hangö efter Vinterkriget, vilket arrende varade 1940–1941, restes det igen 1943 och fick då en tilläggstext: "Åren 1940–1941 skändad och nedriven av fiendehänder restes stenen ånyo år 1943 för att allt framgent bära sitt vittnesbörd".  På initiativ av Statsrådet togs monumentet ned en andra gång 1946, varefter det restes igen 1960, men då försedd med en mer allmän text på finska och svenska: "För vår frihet".
Monumentet i granit från Hangö utformades av Ilmari Wirkkala, utfördes av Bertel Nilsson och invigdes annandag pingst 1921, den 16 maj. Vid invigningen samlades så många som beräknade 2 000 personer i närheten av monumentet.
Monumentet var ursprungligen försett med en huggen högrelief av en tysk jägarsoldat, men denna togs bort inför återresandet 1960.